# Heinrich Mann

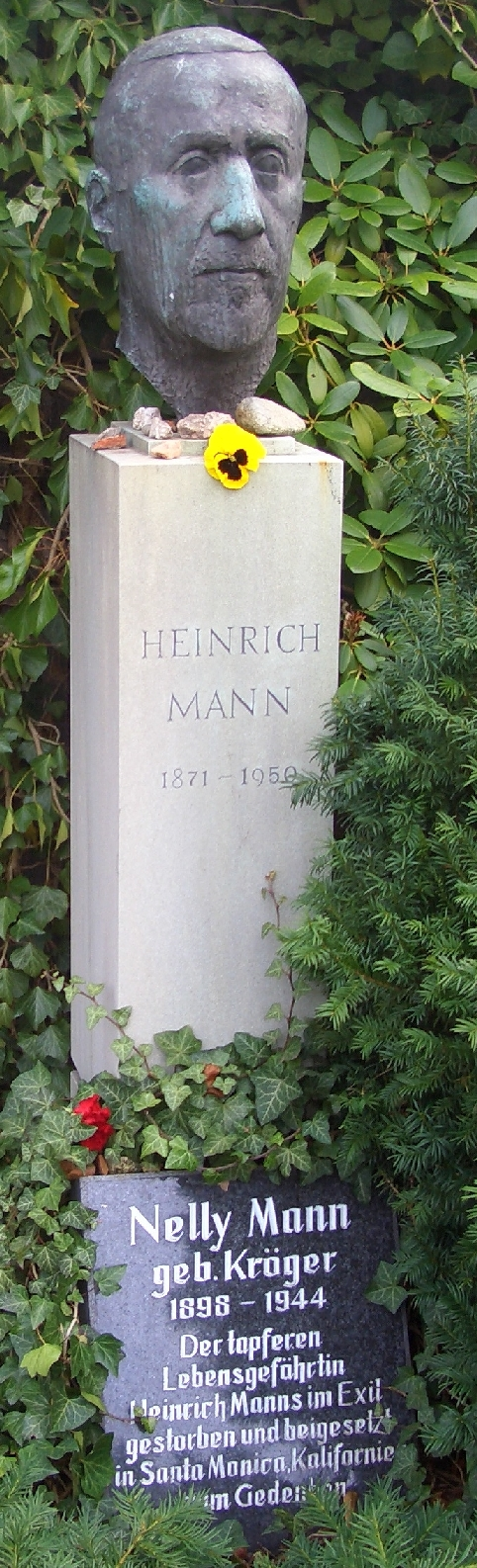
Mộ tro hài cốt ở Ngjĩa trang Dorotheenstädtischer tại Berlin.

Tem thư chân dung Heinrich Mann

Luiz (Ludwig) Heinrich Mann (27.3.1871 – 11.3.1950) là nhà văn Đức, người đã viết các tác phẩm với các chủ đề phê phán xã hội mạnh mẽ. Các công kích của ông về bản chất độc tài và quân phiệt ngày càng gia tăng của chính quyền Đức trước Chiến tranh thế giới thứ hai đã khiến ông phải sống lưu vong vào năm 1933.

## Cuộc đời và Sự nghiệp

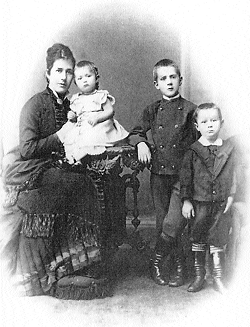
Julia Mann với 3 người con lớn. Từ bên phải sang: Thomas, Heinrich và Julia

Sinh tại Lübeck, là con trưởng của Thomas Johann Heinrich Mann - một thương gia giàu có - và bà Júlia da Silva Bruhns, ông là anh cả của nhà văn Thomas Mann, người đã đoạt Giải Nobel Văn học.
Ông tốt nghiệp trường Trung học Katharineum zu Lübeck năm 1889. Năm 1891 cha ông qua đời. Từ tháng 8 năm 1890 tới năm 1892 ông làm việc ở Nhà xuất bản "S.Fischer Verlag" ở Berlin, đồng thời học ở Đại học Friedrich-Wilhelm.
Năm 1893 mẹ ông và gia đình di chuyển về cư ngụ ở München, nơi ông bắt đầu sự nghiệp viết văn như một nhà văn tự do (freier Schriftsteller).
Tiểu luận về Émile Zola và tiểu thuyết "Der Untertan" của ông đã rất được coi trọng ở thời Cộng hòa Weimar, vì châm biếm xã hội Đức thời đó và giải thích vì sao hệ thống chính trị của nó đã dẫn tới Chiến tranh thế giới thứ nhất. Sau đó, quyển Professor Unrat (giáo sư Unrat) của ông đã được Carl Zuckmayer chuyển thể thành kịch bản cho cuốn phim rất thành công Der Blaue Engel (Thiên thần xanh) do Josef von Sternberg đạo diễn. Tác giả sách muốn bạn gái của mình là nữ diễn viên "Trude Hesterberg" đóng vai chính, nhưng thay vào đó là Marlene Dietrich đảm nhận vai này, đây là vai chính đầu tiên của cô.
Ông là thành viên của "Viện hàn lâm Nghệ thuật Phổ". Năm 1931, ông được bầu làm Trưởng Phân ban Thơ của Viện Hàn lâm này.
Cùng với Albert Einstein và những người danh tiếng khác, Mann đã ký tên trên bức thư Dringender Appell für die Einheit (khẩn cấp kêu gọi đoàn kết) gửi Internationaler Sozialistischer Kampfbund (Liên minh chiến sĩ xã hội quốc tế) lên án vụ sát hại học giả Milan Šufflay người Croatia ngày 18.2.1931. 

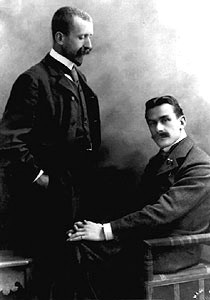
Heinrich (bên trái) và Thomas Mann (bên phải), chụp ở Atelier Elvira, München năm 1902

Do việc ký tên vào bức thư "Dringender Appell für die Einheit" nêu trên, Mann trở thành persona non grata (người không được ưa) ở nước Đức Quốc xã nên ông rời khỏi Đức trước vụ Reichstag fire (Hỏa hoạn ở tòa nhà Quốc hội Đức) năm 1933. Ông sang Pháp sống lưu vong ở Paris và Nice. Ông bị tước chức thành viên "Viện Hàn lâm Nghệ thuật Phổ" và tháng 8 năm 1933 ông bị tước quốc tịch Đức. Trong thời kỳ Đức Quốc xã chiếm đóng Pháp ông di chuyến tới Marseille thuộc quyền cai trị của chính phủ Vichy rồi nhờ sự giúp đỡ của nhà báo Hoa Kỳ Varian Fry, trốn thoát sang Tây Ban Nha năm 1940. Sau đó ông sang Bồ Đào Nha rồi đi tàu thủy sang Hoa Kỳ.
Chính quyền Đức Quốc xã đã ra lệnh đốt các sách của Heinrich Mann coi đó là "trái với tinh thần Đức" trong đợt thiêu đốt sách trên toàn nước Đức ngày 10.5.1933 do bộ trưởng tuyên truyền Joseph Goebbels chủ trương, trong đó vô số sách của nhiều tác giả khác đã bị đốt cháy.
Trong thập niên 1930 và trong cuộc sống lưu vong ở Hoa Kỳ sau đó, sự nghiệp văn chương của ông xuống dốc. Năm 1949, ông được bầu làm chủ tịch Viện Hàn lâm Nghệ thuật Phổ (Đông Berlin). Ông sống cô độc, túng thiếu rồi cuối cùng ông qua đời ở Santa Monica, California, chỉ mấy tháng trước khi ông định trở về vùng Đức do Liên Xô chiếm đóng để làm chủ tịch Viện Hàn lâm Nghệ thuật Phổ.
Năm 1961, tro hài cốt của ông đã được mang về an táng ở "Nghĩa trang Dorotheenstädtischer" tại Berlin.

## Đời tư
Heinrich Mann kết hôn với nữ diễn viên Maria Kanova (1886-1947) ở Praha (Tiệp Khắc) năm 1914. Họ có một con gái, Leonie Mann (1916-1986). Năm 1930, hai người ly dị, Maria đem con gái về Praha. Do gốc gác người Do Thái, bà phải giam ở "Trại tập trung Theresienstadt" từ năm 1940 tới 1944, sau đó bà từ trần năm 1947 do sức khỏe suy nhược.
Năm 1939, Mann tái hôn với Nelly Kröger (1898-1944). Hai người đã quen biết nhau từ năm 1929. Năm 1944 Nelly Kröger đã tự tử ở Los Angeles.

## Tác phẩm
- Haltlos. 1891.
- In einer Familie. 1894

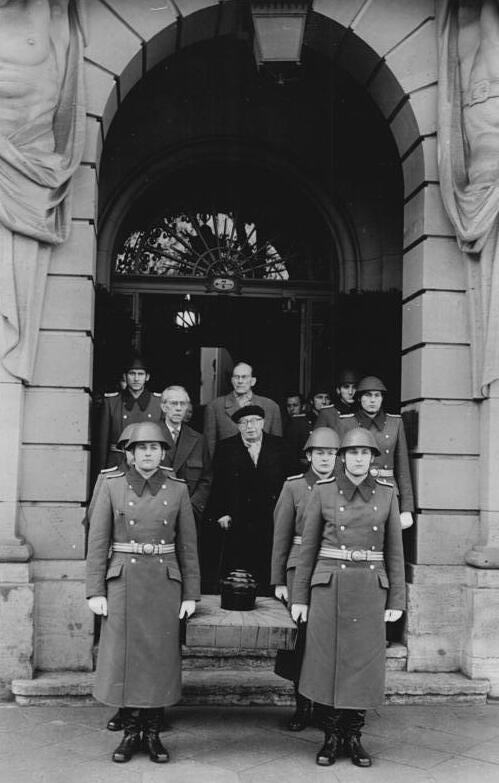
Đám tang hũ tro hài cốt Heinrich Mann, Berlin, 1961

- Das Wunderbare und andere Novellen. 1897[3].
- Ein Verbrechen und andere Geschichten. 1898 (Tiểu thuyết).
- Im Schlaraffenland. 1900.
- Die Göttinnen oder Die drei Romane der Herzogin von Assy. (Bộ 3 tiểu thuyết), 1903.
- Die Jagd nach Liebe. 1903
- Flöten und Dolche. 1905.
- Pippo Spano. 1905.
- Professor Unrat oder Das Ende eines Tyrannen. 1905 (auch: Der Blaue Engel).
- Zwischen den Rassen. 1907.
- Die kleine Stadt. 1909.
- Die Armen. 1917.
- Der Untertan. 1918.
- Vereinigte Staaten von Europa. 1924.
- Der Kopf. 1925.
- Eugénie oder Die Bürgerzeit. 1928.
- Die große Sache. 1930.
- Ein ernstes Leben. 1932.
- Der Haß, deutsche Geschichte. 1933.
- Die Jugend des Königs Henri Quatre. 1935.
- Die Vollendung des Königs Henri Quatre. 1938.
- Lidice. 1942.
- Die traurige Geschichte von Friedrich dem Großen. Fragment zu einem aufklärerisch-historischen Dialogroman, 1948.
- Der Atem. 1949.
- Tiểu luận
  - Geist und Tat, 1910-18
- Hồi ký
  - Ein Zeitalter wird besichtigt, 1946
- Xuất bản sau khi qua đời
  - Empfang bei der Welt, 1956
  - Briefwechsel mit Barthold Fles, 1942-1949 (1993; editor Madeleine Rietra)
- Gesammelte Werke. Cassirer, Berlin 1909. 4 Bände
- Gesammelte Romane und Novellen. Kurt Wolff, Leipzig 1917. 10 Bände
- Gesammelte Werke. Zsolnay, Berlin 1925-1932. 13 Bände
- Ausgewählte Werke in Einzelausgaben. Aufbau, Berlin 1951-1962. 13 Bände
- Gesammelte Werke in Einzelausgaben. Claassen, Hamburg 1958-1988. 18 Bände
- Gesammelte Werke. Aufbau-Verlag, Berlin 1965-1988. Geplant waren 25 Bände, erschienen sind die Bände 1-18 (alle vollendeten Romane außer „In einer Familie", sämtliche Novellen) und Band 24 („Ein Zeitalter wird besichtigt")
- Werkauswahl in zehn Bänden. Claassen, Düsseldorf 1976
- Studienausgabe in Einzelbänden. Fischer TB, Frankfurt. (28 Bände von 1986 bis 2011)
- Gesammelte Werke in Einzelbänden. S. Fischer, Frankfurt. (11 Bände von 1994 bis 2006)
- Essays und Publizistik, Kritische Gesamtausgabe herausgegeben von Wolfgang Klein, Anne Flierl und Wolfgang Riedel, Aisthesis, Bielefeld 2009
  - Tập 5, ISBN 978-3-89528-723-7
  - Tập 6, ISBN 978-3-89528-724-4
- Đồng tác giả
  - Gegen die Phrase vom jüdischen Schädling[4] Amboss, Prag 1933

## Vinh dự
Từ năm 1953 Viện Hàn lâm Nghệ thuật Berlin đã lập ra một giải thưởng văn học mang tên ông là Giải Heinrich Mann. Giải này được trao hàng năm với khoản tiền thưởng là 8.000 euro.

## Sách viết về Henrich Mann
- Edith Zenker: Heinrich-Mann-Bibliographie. Werke. Aufbau-Verlag, Berlin [u.a.] 1967
- Brigitte Nestler: Heinrich-Mann-Bibliographie. Morsum/Sylt: Cicero-Presse. Bd. 1. Das Werk. 2000, ISBN 3-89120-019-6 (ersetzt die Bibliografie von E. Zenker)
- Peter-Paul Schneider / Rudolf Wolff: Bibliographie der Primär- und Sekundärliteratur (Auswahl,Stand: Mitte 1986). In: Heinrich Mann. Das essayistische Werk. Hrsg. von Rudolf Wolff, Bouvier, Bonn 1986, Seite 138 - 171 (Sammlung Profile, Band 24).
- Reinhard Alter: Die bereinigte Moderne. Heinrich Manns „Untertan" und politische Publizistik in der Kontinuität der deutschen Geschichte zwischen Kaiserreich und Drittem Reich. Tübingen 1995, ISBN 978-3484350496.
- Cheng, Hui-Chun (2010): Das Gesellschaftsbild in Heinrich Manns frühen Romanen: Im Schlaraffenland, Professor Unrat und Die kleine Stadt. Dissertation, pdf
- Walter Delabar & Walter Fähnders (Hgg.): Heinrich Mann 1871 - 1950. Reihe: Memoria, 4. Weidler, Berlin 2005, ISBN 3-89693-437-6
- Christine Fischer-Defoy (Hg.): Heinrich Mann. "Auch ich kam aus Deutschland..." Das private Adressbuch 1926 - 1940. Koehler & Amelang, Leipzig 2007, ISBN 978-3-7338-0354-4
- Manfred Flügge: Heinrich Mann. Eine Biographie. Rowohlt, Reinbek 2006, ISBN 3-498-02089-7
- Ernst Hauswedell: Heinrich Mann: Briefe an Ludwig Ewers; Aufbau, Berlin, 1980
- Rudolf Leonhard: Das Werk Heinrich Manns
- Martin Mauthner: German Writers in French Exile, 1933-1940, Vallentine Mitchell, London 2007, ISBN 978-0-85303-540-4
- Uwe Naumann, Thomas Sprecher: Thomas und Heinrich Mann im Spiegel der Karikatur; online lesen oder pdf
- Klaus Schröter (1990), "Mann, Heinrich", Neue Deutsche Biographie (NDB) (bằng tiếng Đức), quyển 16, Berlin: Duncker & Humblot, tr. 39–43{{Chú thích}}:  Quản lý CS1: postscript (liên kết) Quản lý CS1: ref trùng mặc định (liên kết); (full text online)
- Peter Stein: Heinrich Mann. Metzler, Stuttgart 2002 (Sammlung Metzler; 340), ISBN 3-476-10340-4
- Michael Stübbe: Die Manns; Genealogie einer deutschen Schriftstellerfamilie. Degener, Insingen 2004, ISBN 3-7686-5189-4
- Rolf Thiede: Stereotypen vom Juden. Die frühen Schriften von Heinrich und Thomas Mann. Metropol, Berlin 1998, ISBN 978-3926893352.
- Renate Werner: Skeptizismus, Ästhetizismus, Aktivismus: Der frühe Heinrich Mann. Verlag für Sozialwissenschaften, Düsseldorf 1982, ISBN 978-3531092867.

## Phim
- 1930 - Der blaue Engel (nach „Professor Unrat") - Đạo diễn: Josef von Sternberg (với Marlene Dietrich và Emil Jannings)
- 1951 - Der Untertan - Đạo diễn: Wolfgang Staudte (với Werner Peters vai Diederich Heßling)
- 1959 - Der Blaue Engel (The Blue Angel) (nach „Professor Unrat") - Đạo diễn: Edward Dmytryk (với Curd Jürgens vai Professor Rath)
- 1973 - Anjo Loiro - (brasilianische Version von „Professor Unrat")
- 1975 - Im Schlaraffenland - Đạo diễn: Kurt Jung-Alsen
- 1977 - Die Verführbaren - nach dem Roman „Ein ernstes Leben" - (với Gisela May)
- 1977 - Belcanto oder Darf eine Nutte schluchzen - nach „Empfang bei der Welt" - Đạo diễn: Robert van Ackeren
- 1979 - Le Roi qui vient du sud - Đạo diễn: Marcel Camus
- 1980 - Suturp - eine Liebesgeschichte - Đạo diễn: Gerd Keil
- 1992 - TV-Film von Howard Davies: Geschichten aus Hollywood (Tales from Hollywood) với Alec Guinness vai Heinrich Mann (và Sinéad Cusack vai Nelly Kröger, Robin Bailey vai Thomas Mann, Barbara New vai Katia Mann, Jack Shepherd vai Bertolt Brecht, Lynn Farleigh vai Helene Weigel, Ian Thompson vai Lion Feuchtwanger và Jeremy Irons vai Ödön von Horváth).
- 2001 - Die Manns – Ein Jahrhundertroman - Đạo diễn: Heinrich Breloer (với Armin Mueller-Stahl vai Thomas Mann; Jürgen Hentsch vai Heinrich Mann và Monica Bleibtreu vai Katia Mann)
- 2010 - Henri 4 - Đạo diễn: Jo Baier